# Belgische Supercup 2024
De Belgische Supercup van het seizoen 2023/24 werd gespeeld op zondag 20 juli 2024 in het Jan Breydel Stadion in Brugge. Landskampioen Club Brugge nam het op tegen bekerwinnaar Union Sint-Gillis. Union won met 1–2.
1979 · 1980 · 1981 · 1982 · 1983 · 1984 · 1985 · 1986 · 1987 · 1988 · 1989 · 1990 · 1991 · 1992 · 1993 · 1994 · 1995 · 1996 · 1997 · 1998 · 1999 · 2000 · 2001 · 2002 · 2003 · 2004 · 2005 · 2006 · 2007 · 2008 · 2009 · 2010 · 2011 · 2012 · 2013 · 2014 · 2015 · 2016 · 2017 · 2018 · 2019 · 2020 · 2021 · 2022 · 2023 · 2024 · 2025